# 源忠国
源 忠国（みなもと の ただくに）は、平安時代中期の武士。源満政の五男。

## 略歴
『尊卑分脈』によると官位は従五位下・刑部大輔、出羽守。
治安2年（1022年）には、摂津国豊能郡能勢町山田にある山田城（亀ノ屋城）を居城としていた（『多田社記』）。